# فيكتوار دو لاموزيك
فكتوار دو لا موزيك (بالفرنسية: Victoires de la Musique) 
نطق فرنسي: [viktwar də la myzik] هو حفل توزيع الجوائز الفرنسية السنوية حيث يتم تسليم الجائزة من قبل وزارة الثقافة الفرنسية لتكريم الإنجازات المتميزة في صناعة الموسيقى.
يتميز حفل التقديم السنوي بعروض لفنانين بارزين، ويتم تقديم بعض الجوائز الأكثر شعبية في حفل متلفز يتم مشاهدته على نطاق واسع. يعتبر لدى الفرنسيين مثل جوائز جرامي وجوائز بريت للموسيقى، وهي من الجوائز الكبرى في فرنسا، إلى جانب جائزة سيزار للصور المتحركة.
أقيم حفل فكتوار دو لاموزيك الأول في عام 1985، وتم إنشاؤه لتكريم الإنجازات الموسيقية لفناني الأداء لعام 1985.

## خلفية
يُحدد مجلس إدارة جمعية «فكتوار دو لاموزيك» الجوائز والمرشحين لكل لقب سنويًا، والتي تشير أيضًا إلى الأشخاص الذين يشكلون ناخبي الأكاديمية. في عام 2010، يتم منح جائزة فكتوار من قبل لجنة مكونة من 1226 محترفًا (موسيقيون وفنانين وكتاب وملحنين ومنتجين ومهندسي صوت ونقاد) في جولة واحدة. 40٪ من الناخبين هم فنانين، ولكن أيضًا موسيقيين وكتاب وملحنين... 40٪ منتجي موسيقى محترفين و 20٪ من دوائر مهنية أخرى قريبة من عالم الموسيقى (وكلاء الفنانين، متاجر الموسيقى، نقاد الموسيقى ومبرمجو الراديو. . .). في السنوات الأخيرة، تم منح بعض الجوائز من قبل الجمهور، من خلال التصويت عبر الرسائل القصيرة، ومنذ عام 2009، أصبح التصويت عبر الإنترنت.

## فئات

### مجموعة العام
(ابتداءً من عام 2001، حلت محلها مجموعة الذكور أو فنان العام / المجموعة النسائية أو فنان العام)
- 1988 : كساف
- 1990 : ملوك الغجري
- 1991 : إلمر فوود بيت
- 1992 : MC Solaar
- 1993 : وأو وأو
- 1994 : ليه الأبرياء
- 1995 : IAM
- 1996 : Les Innocents (الجائزة الثانية)
- 1997 : Les Innocents (الجائزة الثالثة)
- 1998 : Noir Désir
- 1999 : لويز أتاك
- 2000 : زبدة

### فنان العام
- 1985 : ميشيل جوناس
- 1986 : جان جاك غولدمان
- 1987 : جوني هوليداي
- 1988 : كلود نوغارو
- 1990 : فرانسيس كابريل
- 1991 : ميشيل ساردو
- 1992 : باتريك برويل
- 1993 : آلان باشونج
- 1994 : ألان سوشون
- 1995 : MC Solaar
- 1996 : ماكسيم لو فوريستير
- 1997 : شارل أزنافور
- 1998 : فلوران باجني
- 1999 : آلان باشونغ (الجائزة الثانية)
- 2000 : ماثيو شديد

#### مجموعة الذكور أو فنان العام
- 2001 : هنري سلفادور
- 2002 : جيرالد دي بالماس
- 2003 : رينو
- 2004 : كالوجيرو
- 2005 : ماثيو شديد (الجائزة الثانية)
- 2006 : رافائيل
- 2007 : بينابار
- 2008 : عبد الملك
- 2009 : آلان باشونج (الجائزة الثالثة)
- 2010 : بنيامين بيولاي
- 2011 : غايتان روسيل
- 2012 : Hubert-Félix Thiéfaine
- 2013 : دومينيك أ
- 2014 : ستروماي
- 2015 : جوليان دوريه
- 2016 : فياني
- 2017 : رونو سيشان (الجائزة الثانية)
- 2018 : أوريلسان
- 2019 : بيغفلو وأولي

### فنانة العام
- 1985 : جين ماس
- 1986 : كاترين لارا
- 1987 : فرانس غال
- 1988 : ميلين فارمر
- 1990 : فانيسا بارادي
- 1991 : باتريسيا كاس
- 1992 : جين بيركين
- 1993 : فيرونيك سانسون
- 1994 : باربرا
- 1995 : سيلين ديون
- 1996 : فيرونيك سانسون (الجائزة الثانية)
- 1997 : باربرا (الجائزة الثانية)
- 1998 : زازي
- 1999 : أكسل ريد
- 2000 : نتاشا أطلس

#### المجموعة النسائية أو فنانة العام
- 2001 : إيلين سيغارا
- 2002 : زازي (الجائزة الثانية).
- 2003 : ليندا ليماي
- 2004 : كارلا بروني
- 2005 : فرانسواز هاردي
- 2006 : جولييت
- 2007 : أوليفيا رويز
- 2008 : فانيسا بارادي (الجائزة الثانية)
- 2009 : كميل
- 2010 : أوليفيا رويز (الجائزة الثانية)
- 2011 : آية
- 2012 : كاثرين رينجر
- 2013 : لو دويلون
- 2014 : فانيسا بارادي (الجائزة الثالثة)
- 2015 : كريستين والملكات
- 2016 : ياإيل نعيم
- 2017 : جاين
- 2018 : شارلوت غينسبورغ
- 2019 : أضيفت جين

### الفنان الأجنبي للعام
- 1985 : تينا تورنر (الولايات المتحدة)

### الفنان الفرنكوفوني أو فنان العام
- 1994 : موران (بلجيكا)
- 1995 : خالد (الجزائر)
- 1996 : سيلين ديون (كندا)
- 1997 : تيري مويس (الولايات المتحدة / هايتي)

### أفضل فنان إلكتروني / راقص للعام
- 2009 : مارتن سولفيج
- 2010 : بيردي نام نام
- 2011 : ستروماي

### الإكتشاف(الوافد الجديد)

#### أفضل إصدار للموسيقى الشعبية للعام
- 1985 : جين ماس
- 1986 : ذهب

#### الموسيقى الشعبية للإناث/إكتشاف العام
- 1987 : جوش باتي
- 1988 : باتريشيا كاس
- 1990 : كورين هيرميس
- 1991 : ليان فولي
- 1992 : جيل كابلان
- 1993 : زازي
- 1994 : نينا موراتو
- 1995 : راشيل دي بوا
- 1996 : ستيفيند

#### الموسيقى الشعبية للذكور/إكتشاف العام
- 1987 : لافير لويس تريو
- 1988 : فلوران باجني
- 1990 : فيليب لافونتين
- 1991 : آرت مينجو
- 1992 : نيلدا فرنانديز
- 1993 : آرثر إتش
- 1994 : توماس فيرسن
- 1995 : جيرالد دي بالماس
- 1996 : Ménélik

#### مجموعة/إكتشاف العام
- 1994 : أصلي
- 1995 : سنكلير
- 1996 : التحالف العرقي

#### إكتشاف العام
(بدءًا من عام 1997 حتى عام 2004، لتحل محلها ثلاث فئات أفضل اكتشاف نسائي في العام، وأفضل اكتشاف للذكور في العام، ومجموعة اكتشاف العام و ابتداءً من 2005، تم استبداله بـ المجموعة الشعبية أو الفنان الشعبي/اكتشاف العام)
- 1997 : جولييت
- 1998 : لارا فابيان
- 1999 : فُضيل
- 2000 : 113
- 2001 : إيزابيل بولاي
- 2002 : أستون فيلا
- 2003 : ناتاشا سانت بيير
- 2004 : كيو

#### المجموعة الشعبية أو الفنان الشعبي /إكتشاف العام
- 2005 : جين شرهل
- 2006 : آمال بنت
- 2007 : ملكة جمال دومينيك
- 2008 : كريستوف ماي
- 2009 : سيفيو
- 2010 : المهر تشغيل تشغيل المهر
- 2011 : ليلي وود وبيك
- 2012 : أوريلسان
- 2013 : C2C
- (توقف اعتبارًا من 2014)

#### مجموعة أو فنان المسرح/إكتشاف العام
- 2001 : سان جيرمان
- 2002 : Le Peuple de l'Herbe
- 2003 : سانسيفيرينو
- 2004 : كيو
- 2005 : لا غراندي صوفي
- 2006 : كميل
- 2007 : Grand Corps Malade
- 2008 : رينان لوس
- 2009 : بي بي برونزي
- 2010 : ايزيا
- 2011 : Ben l'Oncle Soul
- 2012 : بريجيت
- 2013 : C2C
- 2014 : ودكيد
- 2015 : بنجامين كليمنتين
- 2016 : واصلة
- 2017 : LEJ
- 2018 : جايل فاي
- 2019 : كلارا لوتشياني

#### ألبوم/إكتشاف العام
- 2001 : Mieux qu'ici bas بقلم إيزابيل بولاي
- 2002 : روز كينيدي لبنجامين بيولاي
- 2003 : فنسنت ديليرم من فنسنت ديليرم
- 2004 : Le Chemin بواسطة Kyo
- 2005 : Crèvecœur بواسطة Daniel Darc و Le rêve ou la vie بواسطة Ridan
- 2006 : لو فيل لكاميل
- 2007 : ميدي 20 من Grand Corps Malade
- 2008 : ريبنتي بواسطة رينان لوس
- 2009 : Ersatz لجوليان دوريه
- 2010 : شجرة الحياة بواسطة Yodelice

* توقف عن الفترة من 2011 إلى 2013
- 2014 : Psycho Tropical Berlin بواسطة La Femme
- 2015 : ميني وورلد من إنديلا
- 2016 : Chambre 12 بواسطة لوان
- 2017 : Les Conquêtes بواسطة راديو Elvis
- 2018 : Petite Amie بواسطة Juliette Armanet
- 2019 : برول من انجيل

### ألبوم العام

#### ألبوم العام
- 1985 : الحب على الإيقاع لسيرج غينسبورغ
- 1986 : Sauver l'amour بواسطة Daniel Balavoine
- 1987 : The No Comprendo بقلم ريتا ميتسوكو
- 1988 : نوغايورك لكلود نوغارو
- 1990 : Sarbacane لفرانسيس كابريل
- 1991 : نيكل من آلان سوشون
- 1992 : Sheller en solitaire بواسطة William Sheller
- 1993 : Caché derrière بواسطة Laurent Voulzy
- 1994 : ريو غراندي لإدي ميتشل
- 1995 : Samedi soir sur la Terre للمؤلف فرانسيس كابريل
- 1996 : Défoule sentimentale بواسطة ألان سوشون
- 1997 : السيد إيدي بواسطة إيدي ميتشل
- 1998 : L'École du micro d'argent بواسطة IAM

* توقف واستبدل بأغنية أو الألبوم المتنوع للعام وألبوم الروك للعام

#### أغنية / منوعات ألبوم العام
- 1999 : Fantaisie Militaire بواسطة Alain Bashung (مثل Variety، Pop، Rock Album of the Year)
- 2000 : Sang pour sang by جوني هوليداي (as Variety، Pop، Rock Album of the Year)
- 2001 : Chambre avec vue بواسطة هنري سلفادور
- 2002 : أفريل لوران فولزي
- 2003 : بوكان دنفر لرينود
- 2004 : Les Risques du Métier بواسطة Bénabar
- 2005 : Qui de nous deux by -M-
- 2006 : كارافان رافائيل
- 2007 : ورد لو سادات من لويس شديد
- 2008 : ديفينديل من فانيسا باراديس
- 2009 : Bleu pétrole بواسطة Alain Bashung
- 2010 : لا سوبربي لبنجامين بيولاي
- 2011 : أسباب Perdues et musiques الاستوائية بقلم برنارد لافيليير
- 2012 : Suppléments de mensonge بواسطة Hubert-Félix Thiéfaine
- 2013 : La place du fantôme من تصميم La Grande Sophie
- 2014 : Racine carrée (منمق كـ by ) بواسطة Stromae
- 2015 : Alain Souchon & Laurent Voulzy بواسطة Alain Souchon & Laurent Voulzy
- 2016 : De l'amour لجوني هاليداي
- 2017 : باليرمو هوليوود لبنجامين بيولاي
- 2018 : Géopoétique بواسطة MC Solaar
- 2019 : En amont بواسطة Alain Bashung

#### ألبوم موسيقى الروك لهذا العام
- 1985 : Un autre monde بواسطة Téléphone
- 1986 : Passé le Rio Grande من Alain Bashung

* توقف من عام 1987، وعاد في عام 2001
- 2001 : Comme on a dit by Louise Attaque
- 2002 : des Visages des Figures بواسطة Noir Désir
- 2003 : الجنة التي كتبها Indochine
- 2004 : Tu vas pas mourir de rire بواسطة Mickey 3D
- 2005 : بازار فرنسي من تصميم أرنو
- 2006 : À بالإضافة إلى تمساح متأخر من لويز أتاك (الجائزة الثانية)
- 2007 : وأو من Superbus
- 2008 : دعوة من إتيان داهو
- 2009 : L'Homme du monde بواسطة Arthur H.
- 2010 : Izia بواسطة Izia
- 2011 : الزنجبيل من قبل Gaëtan روسيل
- 2012 : So Much Trouble بواسطة Izia (الجائزة الثانية)
- 2013 : يمكن أن يتأخر عن طريق تخطي الاستخدام
- 2014 : مفلس! بواسطة فينيكس
- 2015 : اهتز، اهتز، اهتز! بواسطة The Dø
- 2016 : Mandarine بواسطة Les Innocents
- 2017 : Anomalie بواسطة Louise Attaque (الجائزة الثالثة)
- 2018 : The Evol لشاكا بونك
- 2019 : يشع من قبل جين المضافة

#### ألبوم العام الفرنكوفوني
- 1985 : Ils s'aiment للمؤلف Daniel Lavoie (كندا)
- 1986 : Faire à nouveau connaissance للمؤلف ديان تل (كندا)
- 1987 : Vue sur la mer by Daniel Lavoie (كندا) (الجائزة الثانية)
- 1988 : شاطئ أوابا لموري كانتي (غينيا).
- 1990 : Hélène by Roch Voisine (كندا)
- 1991 : Double by Roch Voisine (كندا) (الجائزة الثانية)
- 1992 : إنجلبرغ بقلم ستيفان أيشر (سويسرا)

#### ألبوم البوب / الروك للعام
- 2003 : الجنة التي كتبها Indochine
- 2004 : Tu vas pas mourir de rire بواسطة Mickey 3D
- 2005 : بازار فرنسي من تصميم Arno Hintjens
- 2006 : تمساح متأخر من لويز أتاك
- 2007 : وأو من Superbus
- 2008 : دعوة إيتيان داهو
- 2009 : L'Homme du monde بواسطة Arthur H.
- 2010 : Izia بواسطة Izia

#### موسيقى تقليدية أو عالمية

##### ألبوم الموسيقى التقليدية للعام
- 1992 : كورسات متعددة الأصوات الجديدة
- 1994 : Renaud cante el Nord بواسطة Renaud
- 1995 : Polyphonies بواسطة Voce Di Corsica
- 1996 : Dan Ar Braz et les 50 musiciens de l'Héritage des Celtes en Concert by Dan Ar Braz and l ' Héritage des Celtes
- 1997 : أنا Muvrini à Bercy بواسطة I Muvrini

##### الموسيقى التقليدية / ألبوم الموسيقى العالمية للعام
- 1998 : Finisterres بواسطة Dan Ar Braz و l ' Héritage des Celtes
- 1999 : Clandestino بواسطة مانو تشاو
- 2000 : مقهى Atlántico بإدارة Cesária Évora
- 2001 : صنع في المدينة المنورة بواسطة رشيد طه
- 2002 : Proxima estación؟ اسبيرانزا مانو تشاو
- 2003 : Umani التي كتبها I Muvrini تعادل مع Françafrique التي كتبها تيكن جاه فاكولي
- 2004 : Voz d'amor بواسطة Cesária Évora
- 2005 : ديمانش في باماكو لأمادو ومريم

##### ألبوم الموسيقى العالمية للعام
- 2006 : مسك الليل لسعاد ماسي
- 2007 : كانتا لأنياس جاوي
- 2008 : ياعيل نعيم ياعيل نعيم
- 2009 : تشامانتشي بواسطة روكيا تراوري
- 2010 : La Différence لساليف كيتا
- 2011 : صناعة يدوية من هندي زهرة
- 2012 : جنة كانتينا بواسطة Jehro
- 2013 : فوليلة لأمادو ومريم
- 2014 : أوهام إبراهيم معلوف
- 2015 : ريفيير نوار من تأليف ريفيير نوار
- 2016 : الوطن الهندي زهرة
- 2017 : بعيدًا عن المنزل لكاليبسو روز
- 2018 : Lamomali بواسطة Lamomali (-M-، توماني دياباتي، صديقي دياباتي، فاتوماتا دياوارا)
- 2019 : فقدت بواسطة كاميليا جوردانا

#### موسيقى حضرية (متنوعة)
- 1999 : celtique Panique التي كتبها Manau (كما الراب / الأخدود الألبوم من السنة)
- 2000 : Les Princes de la ville بواسطة 113 (كألبوم الراب أو الريغي أو Groove لهذا العام)
- 2001 : J'fais c'que j’eux by Pierpoljak (مثل ألبوم Rap أو Reggae أو Groove لهذا العام)
- 2002 : X أسباب من Saïan Supa Crew (كألبوم راب / هيب هوب للعام)
- 2003 : Solitaire بواسطة Doc Gynéco (كألبوم راب / هيب هوب للعام)
- 2004 : Brut de femme by Diam's (كألبوم راب / هيب هوب للعام)
- 2005 : 16/9 لـ Nâdiya (كألبوم راب / هيب هوب / R & B للعام)
- 2006 : Les Histoires extraordinaires d'un jeune de banlieue - Disiz la Peste (مثل ألبوم Rap / Ragga / Hip-Hop / R & B للعام)

##### ألبوم الموسيقى الحضرية للعام
- 2007 : جبل طارق لعبد الملك
- 2008 : Chapitre 7 بواسطة MC Solaar
- 2009 : دانتي لعبد الملك
- 2010 : عطر L'arme de paix من تأليف Oxmo Puccino
- 2011 : شاتو روج لعبد الملك
- 2012 : لو شانت دي سيرين التي كتبها أوريلسان
- 2013 : Roi sans carrosse بواسطة Oxmo Puccino
- 2014 : Paris Sud Minute بحلول عام 1995
- 2015 : Je suis en vie بواسطة أخناتون
- 2016 : Feu by Nekfeu
- 2017 : My World by Jul
- 2018 : لا بعيد إعادة الجمهورية بتوقيت شرق الولايات المتحدة finie التي كتبها أوريلسان (الجائزة الثانية)
- 2019 : La vie de rêve بواسطة Bigflo & Oli

#### ريغي / راجا (متنوع)
- 2002 : The Real Don by Lord Kossity (مثل ألبوم Reggae / Ragga لهذا العام)
- 2003 : Umani التي كتبها I Muvrini وFrancafrique التي كتبها تيكن جاه فاكولي (كما ريغ / راجا / الموسيقى العالمية الألبوم من السنة)
- 2004 : Voz d'amor de Cesária Évora (مثل Reggae / Ragga / ألبوم الموسيقى العالمي لهذا العام)
- 2005 : Dimanche à Bamako بواسطة Amadou et Mariam (مثل Reggae / Ragga / ألبوم الموسيقى العالمي لهذا العام)

#### ألبوم العام الإلكتروني / الرقص
- 1998 : 30 بواسطة Laurent Garnier
- 1999 : القمر سفاري بواسطة الهواء
- 2000 : Trabendo بواسطة Les Négresses Vertes
- 2001 : السياحية عن طريق سان جيرمان
- 2002 : Modjo بواسطة Modjo
- 2003 : La Revancha del Tango من مشروع Gotan
- 2004 : إيميلي سيمون بواسطة إيميلي سيمون
- 2005 : Talkie Walkie عن طريق الجو
- 2006 : رواية حيوانية من Bumcello
- 2007 : Végétal بواسطة إيميلي سيمون
- 2008 : † بالعدل
- 2010 : دليل لأعمال الشغب الناجحة بقلم بيردي نام نام
- 2011 : جبن ستروماي
- 2012 : صوت، فيديو، ديسكو من العدل
- 2013 : Tetra by C2C
- 2014 : OutRun بواسطة كافينسكي
- 2015 : شبح سيرفر بواسطة كاسكيدور
- 2016 : The Wanderings of the Avener بواسطة The Avener
- 2017 : طبقات من Kungs
- 2018 : الاعتدال من قبل دومينيك دالكان
- 2019 : Dancehall بواسطة The Blaze

#### منوعات / ألبوم موسيقي للعام
- 1985 : Zoolook لجين ميشيل جار
- 1986 : راندي فو لجان ميشيل جار (الجائزة الثانية)
- 1992 : المستكشف جان جاك ميلتو
- 1993 : نيجروبوليتينيس المجلد. 2 بواسطة مانو ديبانغو
- 1994 : عبور الولايات المتحدة الأمريكية بواسطة كلود بولينج
- 1995 : Jonasz en noires et blanches بواسطة Jean-Yves D'Angelo
- 1996 : Les Parapluies de Cherbourg، صيف عام 42 (Un été 42)، Yentl and The Go-Between (Le Messager) للمخرج Michel Legrand

#### ألبوم العام للأطفال
- 1985 : Les Petits Ewoks بواسطة دوروثيه
- 1987 : Histoires pour les 4/5 ans by جان روشفور

توقف من 1988 إلى 1990
- 1991 : La Petite Sirène أخبره ناتالي باي
- 1992 : بيير إي لو لوب دي بروكوفييف لجوليان كليرك
- 1993 : Pierre et le Loup de Prokofiev تلاه لامبرت ويلسون
- 1994 : Aladin et la Lampe merveilleuse تلاوة سابيني أزيما
- 1995 : L'Évasion de Toni بواسطة Henri Dès و Pierre Grosz
- 1997 : الغرب الأقصى لهنري ديس (الجائزة الثانية)
- 1999 : إيميلي جولي (الإصدار الثاني) بواسطة فيليب شاتيل
- 2001 : دو سولي لهنري ديس (الجائزة الثالثة)

#### أفضل موسيقى تصويرية سينمائية / تلفزيونية أصلية للعام
- 1985 : صب واي - إريك سيرا
- 1986 : 37 ° 2 لو ماتان - غبريال يارد
- 1987 : مانون دي سورس - جان كلود بيتي
- 1988 : Le Grand Bleu - إيريك سيرا
- 1990 : كميل كلوديل - غبريال يارد
- 1991 : Cyrano de Bergerac - جان كلود بيتي
- 1992 : أطعمة شهية - كارلوس دي أليسيون
- 1993 : لامانت - غبريال يارد
- 1994 : L'Ecrivain public - وليام شيلر
- 1995 : ليون - إريك سيرا
- 1996 : Un indien dans la ville - KOD
- 1997 : Microcosmos، le Peuple de l'Herbe - Bruno Coulais
- 1998 : Le Patient Anglais - غابرييل يارد
- 1999 : تاكسي - اخناتون / خوبس
- 2000 : Ma Petite Entreprise - Alain Bashung
- 2001 : الانتحار العذراء - الهواء
- 2002 : Le Fabuleux Destin d'Amélie Poulain - Yann Tiersen
- 2004 : وداعا لينين! - يان تيرسن
- 2005 : Les Choristes - Bruno Coulais / كريستوفر باراتير / Philippe Lopes Curval
- 2006 : مسيرة البطاريق - اميلي سيمون
- 2007 : Ne le dis à personne - -M-
- 2008 : Arthur et les Minimoys - إيريك سيرا

### أغنية العام
- 1985 : "La Boîte de Jazz" (كاتب / ملحن / مؤدي: Michel Jonasz)
- 1986 : " Belle-île en mer " (الملحن / المؤدي: Laurent Voulzy - شاعر الأغاني: Alain Souchon)
- 1987 : "Musulmanes" (المؤلف / المؤدي: Michel Sardou - كلمات: Jacques Revaux و Jean-Pierre Bourtayre)
- 1988 : "Né quelque part" (كلمات / مؤدي: Maxime Le Forestier - الملحن: Jean-Pierre Sabar)
- 1990 : "Quand j'serai KO" (كلمات / ملحن / مؤدي: Alain Souchon)
- 1991 : "Fais-moi une place" (الملحن / المؤدي: Julien Clerc - كلمات: Françoise Hardy)
- 1992 : " Un homme heureux " (كلمات / ملحن / مؤدي: William Sheller)
- 1993 : " Le Chat " لـ Pow woW
- 1994 : " Foule sentimentale " (كلمات / ملحن / مؤدي: Alain Souchon)
- 1995 : "Juste quelqu'un de bien" لـ Enzo Enzo (كلمات / ملحن /: Kent Cockenstock - منسق: فرانسوا بريانت)
- 1996 : «صب كيو تو m'aimes سيم» من قبل سيلين ديون (كلمات / الملحن: جان جاك غولدمان - ترتيبه: جان جاك غولدمان وآخرون إريك بنزي)
- 1997 : «عائشة» لخالد (كلمات، ملحن: جان جاك غولدمان)
- 1998 : "L'Homme pressé" لنوير ديزير (كلمات / ملحن: Bertrand Cantat / Noir Désir - منسق: آندي بيكر)
- 1999 : " Belle " من Notre Dame de Paris (غناء Garou و Daniel Lavoie وPatrick Fiori - كلمات: Luc Plamondon - الملحن: Richard Cocciante)
- 2000 : «Tomber لا قميص» من الزبدة (كلمات: ماغيد شيرفي - الملحن: الزبدة)

#### الأغنية الأصلية للسنة
- 2001 : " L'envie d'aimer " لدانيال ليفي (كلمات: ليونيل فلورنس وباتريس غيراو - الملحن: باسكال أوبيسبو - المنظم: نيك إنغمان)
- 2002 : "Sous le vent" لغارو وسيلين ديون (كلمات / ملحن: جاك فينيروسو - منظمون (كريستوف باتاغليا وجاك فينيروسو)
- 2003 : «مانهاتن كابول» من رينو وأكسيل ريد (كلمات: رينو - الملحن / المنظم: جان بيير Bucolo)
- 2004 : " Respire " لـ Mickey 3D (كلمات: Mickaël Furnon - الملحنون: Najah El Mahmoud / Mickaël Furnon / Aurélien Joanin)
- 2005 : " Si seulement je pouvais lui manquer " لـ Calogero (كلمات: Michel Jourdan / Julie Daime، الملحنون: Calogero / Gioacchino Maurici)
- 2006 «قافلة» حسب رافاييل (كلمات / الملحن: رافائيل)
- 2007 : "Le dîner" لبينبار (كلمات / ملحن: Bénabar)
- 2008 : «دبل جي» لكريستوف ويليم (كلمات: زازي، الملحنون: زازي / جان بيير بايلوت / أوليفييه شولثيس)
- 2009 : "Comme un manouche sans guitare" بواسطة Thomas Dutronc (كلمات: Thomas Dutronc، الملحن: Thomas Dutronc)
- 2010 : "Comme des enfants" لـ Cœur de Pirate (كلمات: Cœur de pirate، الملحن: Cœur de pirate)
- 2011 «جي veux» حسب زاز (كلمات: Kerredine سلطاني والملحنين: Kerredine سلطاني / Tryss)
- 2012 : «جين» للوران فولزي (كلمات: آلان سوشون - الملحن: لوران فولزي)
- 2013 : "ALLEZ ALLEZ ALLEZ" حسب كميل (كلمات / الملحن: كميل)
- 2014 : "20 ans" لجوني هاليداي (كلمات: Christophe Miossec - الملحن: David Ford)
- 2015 : «الأمم المتحدة جور أو MAUVAIS endroit» حسب كالوجيرو (كلمات: ماري باستيد - الملحن: كالوجيرو)
- 2016 : «تقويض لم يسبق له مثيل» غيمس (كلمات / الملحنين: غيمس، نيسكا، داني سينت)
- 2017 «جي m'en vais» حسب فياني (كلمات / الملحن فياني)
- 2018 : " Dommage " لـ Bigflo & Oli (كلمات: Bigflo & Oli، Paul Van Haver - الملحنون: Bigflo & Oli، Stromae)
- 2019 : "Je me dis que toi aussi بواسطة Boulevard des airs

### العرض الموسيقي وحفل العام

#### عرض موسيقي
- 1985 : جوليان كليرك في بيرسي
- 1986 : جان ميشيل جار في هيوستن
- 1987 : ملهى للمخرج جيروم سافاري في مسرح موغادور
- 1988 : La Fabuleuse Histoire de Mister Swing بواسطة Michel Jonasz
- 1992 : البؤساء لألان بوبليل وكلود ميشيل شونبرغ في مسرح موغادور
- 1993 : Cérémonie d'ouverture et de clôture des Jeux Olympiques d'hiver à Albertville (الكوريغرافيا: فيليب ديكوفلي)
- 1994 : Starmania في Théâtre Mogador
- 1996 : Les Poubelle Boys في أولمبيا باريس

#### حفلة العام
- 1990 : فرانسيس كابريل في زينيث
- 1991 : جوني هاليداي في بيرسي
- 1992 : إيدي ميتشل في كازينو دي باريس
- 1993 : جاك دوترونك في كازينو باريس
- 1994 : جوني هاليداي في Parc des Princes
- 1995 : إيدي ميتشل في بيرسي وكازينو باريس وباريس أوليمبيا وزينيث
- 1996 : جوني هاليداي في بيرسي
- 1998 : Sol En Si في Casino de Paris

### العرض الموسيقي أو الجولة أو الحفل الموسيقي للعام
- 1999 : نوتردام دي باريس في كازينو دي باريس
- 2000 : Je dis aime by -M- في الاليزيه مونمارتر وفي جولة
- 2001 : جوني هاليداي في برج إيفل، في باريس أوليمبيا وفي جولة
- 2002 : هنري سلفادور في أولمبيا باريس
- 2003 : كريستوف في أولمبيا باريس
- 2004 : Fan en tournée بواسطة باسكال أوبيسبو
- 2005 : -M- في أولمبيا وفي جولة
- 2006 : جولة Zazie Rodéo في Bercy وفي جولة
- 2007 : أوليفيا رويز
- 2008 : ميشيل بولناريف - زي تور 2007
- 2009 : جولة آلان باشونغ - بلو بيترول
- 2010 : جوني هاليداي - جولة 66
- 2013 : شاكا بونك في أولمبيا، و Le Zénith وBataclan - The Geeks Tour (إنتاج: Zouave Spectacles)
- 2014 : -M- - l (s)
- 2015 : Stromae - جولة راسين كاريه
- 2016 : جولة كرنيستين والملكات - زينيث
- 2017 : ابراهيم معلوف - الضوء الأحمر والأسود
- 2018 : كميل - جولة
- 2019 : Orelsan - جولة

### أفضل فيديو موسيقي للعام
- 1985 : «بول مارين» لإيزابيل أدجاني (إخراج: لوك بيسون)
- 1986 : "La Ballade de Jim" لآلان سوشون (إخراج: فيليب بن سوسان)
- 1987 : "C'est comme ça" بقلم ريتا ميتسوكو (إخراج: جان بابتيست موندينو)
- 1988 : " Là-bas " لجين جاك غولدمان (إخراج: برنارد شميت)
- 1990 : "Casser la voix" للمخرج باتريك برويل (المخرجان: Joëlle Bouvier و Régis Obadia)
- 1991 : "Tandem" لفانيسا باراديس (إخراج: جان بابتيست موندينو)
- 1992 : " Auteuil، Neuilly، Passy " لـ Les Inconnus (المخرجون: Gérard Pullicino و les Inconnus)
- 1993 : " Osez Joséphine " لألان باشونغ (إخراج: جان بابتيست موندينو)
- 1994 : "L'Ennemi dans la glace" لألان شامفورت (إخراج: جان بابتيست موندينو)
- 1995 : «نوفو ويستيرن» لمولودية سولار (إخراج: ستيفان صيدناوي)
- 1996 : «لارسن» لزازي (إخراج: فيليب أندريه)
- 1997 : "C'est ça la France" لمارك لافوين (إخراج: سيلفان بيرجير)
- 1998 : " Savoir aimer " لفلوران باجني (إخراج: سيلفان بيرجير)
- 1999 : "La nuit je mens" لألان باشونغ (إخراج: جاك أوديارد)
- 2000 : «إيقاع مسطح» للسيد أويزو (إخراج: كوينتين دوبيوكس)
- 2001 : " هل أنا مخطئ من تأليف إتيان دي كريسي (المخرج: جيفري دي كريسي)
- 2002 : "Le vent nous portera" للمخرج Noir Désir (المخرج: Alexandre Courtes و Jacques Veneruso)
- 2003 : "Tournent les violons" لجين جاك جولدمان (إخراج: يانيك سيليت)
- 2004 : " Respire " بواسطة Mickey 3D
- 2005 : "Les beaux yeux de Laure" لآلان شامفورت (إخراج: برونو ديشارم)
- 2006 : "Est-ce que tu aimes ؟ "بواسطة Arthur H و-M-
- 2007 : «مارلي-Gomont» حسب كاميني
- 2008 : " 1234 " لفيست
- 2009 : "Les limites" لجوليان دوريه (المخرجون: Fabrice Laffont et Julien Doré)
- 2010 : "Elle panique" لأوليفيا رويز (إخراج: فاليري بيرسون)
- 2011 : "La Banane" لفيليب كاترين (إخراج: Gaëtan Chataigner)
- 2012 : «لا سين» لفانيسا باراديس و- إم- (إخراج: بيبو بيرجيرون)
- 2013 : "FUYA" بواسطة C2C (المخرجان: سيلفان ريتشارد وفرانسيس كتر)
- 2014 : «هائلة» لستروماي (إخراج: جيروم جيلو)
- 2015 : «سانت كلود» لكريستين والملكات (إخراج: جاك)
- 2016 : «كريستين» للمخرج كريستين وكوينز (المخرج: جاك) (الجائزة الثانية)
- 2017 : " Makeba " لجين
- 2018 : " Basique " حسب أوريلسان
- 2019 : «توت oublier» من قبل أنجيل (الإدارة: برايس VDH وليو ووك)

### موسيقى دي في دي للسنة
- 2005 : Les leçons de musique by -M- (المخرج: إميلي شديد)
- 2006 : En الصور بواسطة Noir Désir (إخراج: Don Kent)
- 2007 : Tryo fête ses dix ans by Tryo
- 2008 : لو سولدات روز للمخرج لويس شديد (المخرج: جان لويس كاب)
- 2009 : ديفينديل من فانيسا بارادي (المخرجون: تييري بويرود - ديدييه بوارود)
- 2010 : Alain Bashung à l'Olympia بواسطة Alain Bashung (المخرج: Fabien Raymond)
- 2014 : المهوسون على خشبة المسرح لشاكا بونك

### جوائز مختلفة
مهندس صوت
- 1985 : آندي سكوت لجوليان كليرك في بيرسي
- 1992 : دومينيك بلانك فرانكارد عن Seul dans ton عملة من David McNeil و Amours secrètes. . . عام العاطفة جوليان كليرك
- 1993 : باتريس كرامر من أجل Où est la source؟ ميشيل جوناس

منتج الألبوم
- 1985 : ميشيل جوناس، كامل رستم، غابرييل يارد، مانو كاتشي، جان إيف دانجيلو وجورج رودي - من أجل Unis vers l'uni of Michel Jonasz

موسيقي الاستوديو
- 1986 : جانيك توب
- 1987 : مانو كاتشي
- 1988 : راسل باول

منتج / موزع
- 1992 : ميك لانارو لساحة Si ... لباتريك برويل وشيلر في سوليتير ويليام شيلر
- 1993 : Michel Cœuriot و Laurent Voulzy عن Caché derrière من Laurent Voulzy
- 1994 : دومينيك بلانك فرانكارد

عرض المنتج
- 1992 : جان كلود كامو
- 1993 : جيلبرت كولييه
- 1994 : أولمبيا
- 1995 : كوريدا
- 1996 : Jules Frutos و Hélène Rol et Dominique Revert

أغلفة السجلات
- 1985 : ويليام كلاين لتغطية فيلم Love on the Beat بقلم سيرج غينسبور
- 1986 : Ennio Antonangeli و Silvana Fantino وJeanne Mas for Femmes d'aujourd'hui للمخرج جين ماس

### كوميدي العام
- 1985 : ريمون ديفوس
- 1987 : كولوتشي
- 1990 : ليه إنكونوس
- 1991 : Les Inconnus (الجائزة الثانية)
- 1992 : Smaïn
- 1993 : جاي بيدوس وموريل روبن
- 1994 : باتريك تيمسيت
- 1995 : ريموند ديفوس (الجائزة الثانية)
- 1996 : Les Inconnus (الجائزة الثالثة)
- 1997 : فاليري لوميرسيه
- 1998 : Quator للعرض Il pleut des cordes (مثل عرض الفكاهة لهذا العام)

### جائزة فخرية
- 1990 : سيرج غينسبورغ
- 1996 : هنري سلفادور
- 2001 : رينو
- 2003 : سيرج ريجياني
- 2007 : جولييت جريكو وميشيل بولناريف
- 2009 : جوني هاليداي وجان لوب دابادي
- 2010 : تشارلز أزنافور وستيفي وندر وهوجز أوفراي
- 2011 : إندوشيني
- 2013 : فيرونيك سانسون وشيلا

## جوائز متعددة
- 13 انتصارات
  - ماثيو شديد، [Note 1] [2] آلان باشونج
- 10 انتصارات
  - جوني هاليداي وآلان سوشون
- 7 انتصارات
  - فانيسا باراديس
- 6 انتصارات
  - جان جاك غولدمان، باتريسيا كاس، أوريلسان، رينو، زازي [3]
- 5 انتصارات
  - كاميل، جوليان كليرك، ميشيل جوناس، إيدي ميتشل، نوير ديسير، إم سي سولار، ستروماي، لوران فولزي، ميشيل ساردو
- 4 انتصارات
  - عبد الملك، بنجامين بيولاي، C2C، فرانسيس كابريل، كريستين والملكات، ليس إنكونوس، لويز أتاك، [4] جان بابتيست موندينو، أوليفيا رويز، هنري سلفادور، إريك سيرا، ويليام شيلر
- 3 انتصارات
  - الهواء، أنجيل، بينابار، Bigflo آخرون أولي، كالوجيرو، باتريك بروئيل، هينري ديز، سيلين ديون، جوليان دوريه، ميلين فارمر، سيرج غينسبور، آرثر H، ليه الأبرياء، إيزيا، جان ميشال جار، مانو كاتش، كيو، دانيال لافوا، جين ماس، ميكي ثري دي، ياعيل نعيم، رافائيل، غايتان روسيل، [4] فيرونيك سانسون، شاكا بونك، إيميلي سيمون، رشيد طه

## روابط خارجية
- الموقع الرسمي نسخة محفوظة 3 مارس 2016 على موقع واي باك مشين. (بالفرنسية)
- (بالإنجليزية والفرنسية) Les Victoires de la musique de 2011 (انتصارات الموسيقى لعام 2011) نسخة محفوظة 16 مارس 2012 على موقع واي باك مشين.

1. ↑  La France Contemporaine - Page 176 William F. Edmiston, Annie Duménil - 2009 "Les Victoires de la Musique sont un concours musical qui a lieu tous les ans en France. Tandis que les Victoires de la Musique sont consacrées à la musique populaire, il y a aussi les Victoires de la Musique classique et les Victoires du Jazz."
2. ↑  "Victoires de la musique 2018 : découvrez les principaux lauréats". francetvinfo.fr. Mis à jour le 16/03/2018. مؤرشف من الأصل في 2021-01-24. اطلع عليه بتاريخ 2018-03-16. {{استشهاد ويب}}: تحقق من التاريخ في: |تاريخ= (مساعدة)
3. ↑   / consulté le 15 février 2015. نسخة محفوظة 2017-07-22 على موقع واي باك مشين.
4. 1 2  Gaëtan Roussel a remporté trois récompenses individuelles, et quatre autres avec le groupe Louise attaque.